# Stake Hill
Stake Hill är en del av en befolkad plats i Australien. Den ligger i kommunen Murray och delstaten Western Australia, omkring 59 kilometer söder om delstatshuvudstaden Perth. Antalet invånare är 494.